# Maadi (distrito)

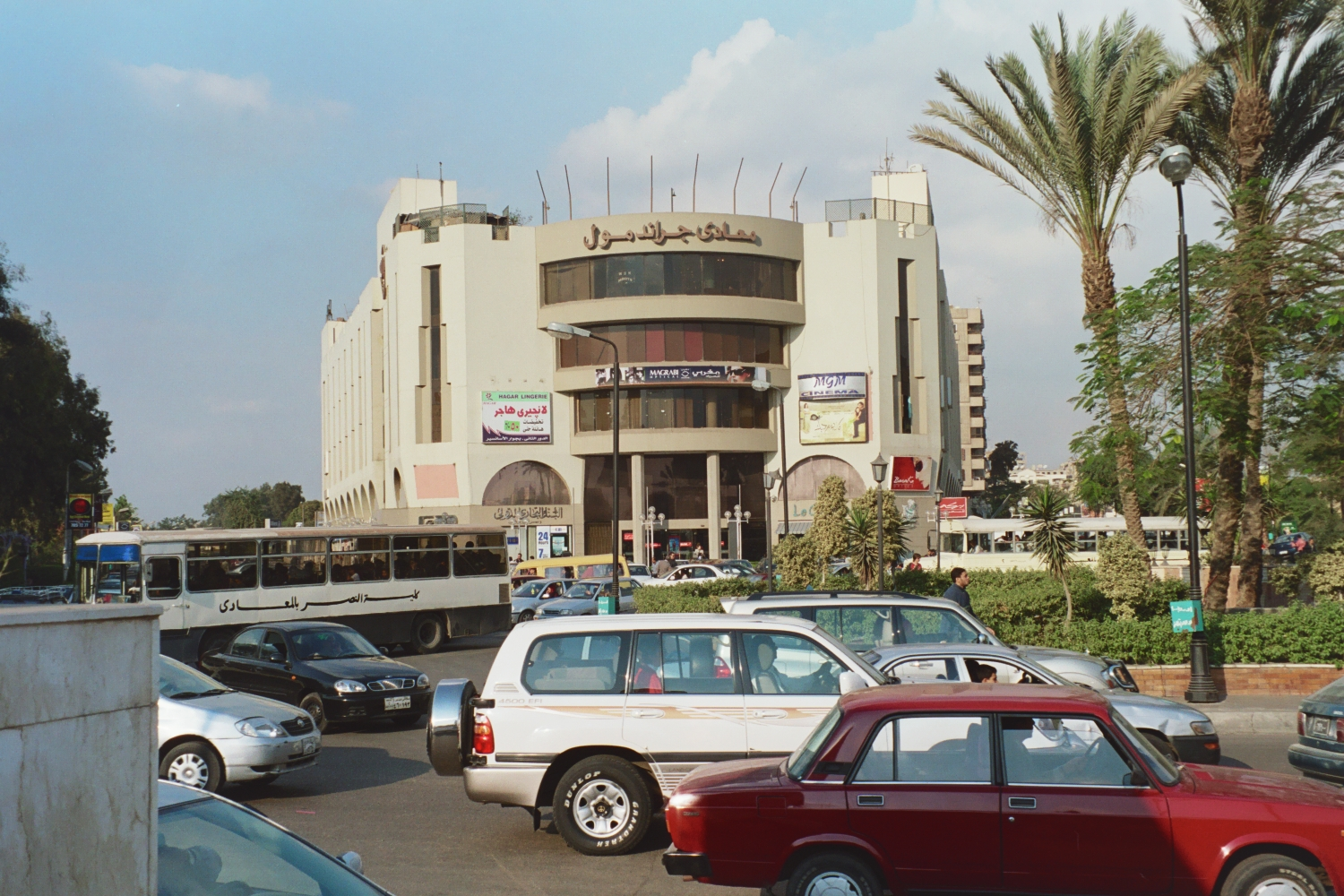
Centro comercial Grand Mall em Maadi

Maadi, (em árabe المعادي - El Ma'adi), é um distrito suburbano afluente ao sul do Cairo, no Egito. Está situado na margem leste do Nilo, cerca de 12 km do centro da cidade. É a sede do Supremo Tribunal Egípcio, do American College of Cairo, da Escola Francesa de Cairo, do Museu Geológico Egípcio, bem como de muitas embaixadas e outras instituições.
O distrito tem um estádio de atletismo, um grande centro comercial e uma prisão, onde está o presidente deposto Hosni Mubarak.